# ليونيل غيران
ليونيل غيران (بالفرنسية: Lionel Guérin)‏ هو مهندس فضاء جوي وشخصية أعمال ومهندس فرنسي، ولد في 30 أبريل 1956 في باريس في فرنسا.